# Die Errettung Fatmes

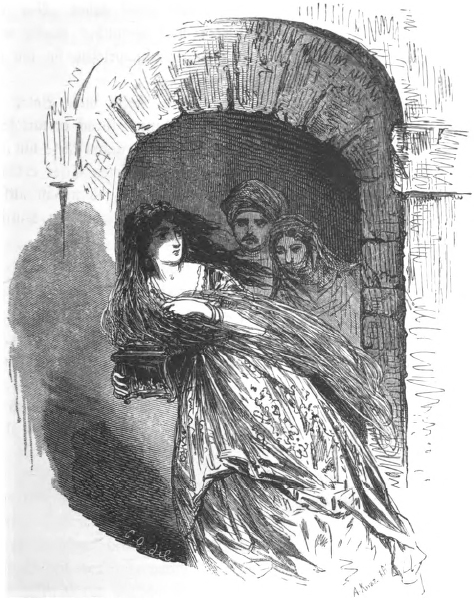
Carl Offterdinger: Die Flucht Fatmes und Zoraides

Die Errettung Fatmes ist eine Novelle Wilhelm Hauffs aus dem Märchen-Almanach auf das Jahr 1826: Mustafa, der Sohn des Kadis von Akara, verschuldet die Verschleppung seiner Schwester und seiner Braut in die Sklaverei. Mithilfe des Räubers Orbasan und einer fremden Sklavin kann er beide befreien. Es ist das vierte Märchen in der Rahmenerzählung Die Karawane. Die weiteren Beiträge sind: Die Geschichte von Kalif Storch, Die Geschichte von dem Gespensterschiff, Die Geschichte von der abgehauenen Hand, Die Geschichte von dem kleinen Muck und Das Märchen vom falschen Prinzen.

## Vorgeschichte und Handlung
Eine Karawane von Kaufleuten zieht durch die Wüste, immer in Furcht vor dem berüchtigten Räuberhauptmann Orbasan. Ein Reiter, der sich als Selim Baruch, Neffe des Großwesirs von Bagdad ausgibt, stößt zu ihnen. Er sei vor Kurzem aus der Gewalt einer Räuberbande entkommen und bitte sich anschließen zu dürfen. Dies wird ihm gerne gestattet, um so mehr, als er durch ein mysteriöses Zeichen eine Räuberbande vom Angriff abhält. Er schlägt vor, sich einander als Mittel gegen die Eintönigkeit Geschichten zu erzählen. Der Kaufmann Lezah erzählt ein Abenteuer seines jüngeren Bruders Mustafa mit dem edlen Räuber Orbasan. Er habe davon gehört und sei nicht selbst Zeuge gewesen.

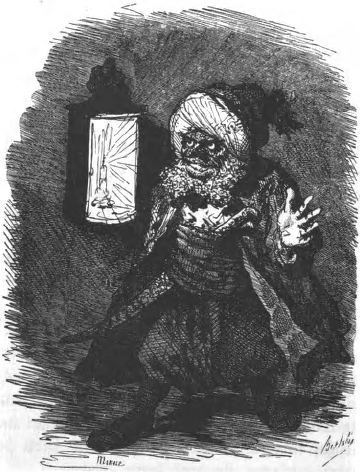
Bertall: Der Räuber Hassan

Mustafa richtete zum 16. Geburtstag seiner jüngeren Schwester Fatme ein großes Fest aus und lud alle ihre Freundinnen ein, darunter auch seine Braut Zoraide. Er verschwieg seine Heiratspläne vor seinem Vater, der Kadi in Akara war, da die Eltern Zoraides arm und von geringer Herkunft waren. Am Abend lud er die Mädchen zu einer Barkenfahrt ein. Er fuhr auf Drängen der Mädchen weit aufs Meer hinaus und geriet in gefährliches Gewässer, wo sich bald ein Schiff mit Bewaffneten näherte. Die Mädchen gerieten in Panik und brachten dadurch die Barke zum Kentern. Nachdem Hilfe vom Festland gekommen war, stellte man fest, dass zwei der Mädchen fehlten: Fatme und Zoraide. Statt ihrer befand sich nun ein fremder Mann in einem der Boote, wie sich herausstellte, ein Pirat, der von seinen Gefährten zurückgelassen worden war. Er berichtete, dass Fatme und Zoraide an Bord des Piratenschiffes seien und bald in Balsora (Basra) auf dem Sklavenmarkt verkauft würden. Mustafas Vater geriet außer sich und verfluchte seinen Sohn. Nur wenn dieser Fatme zurückbringe, solle er von der Verfluchung frei sein. Mustafa ritt sogleich los, fiel jedoch bald in die Hände des berüchtigten Räubers Orbasan. Er traf diesen nicht sofort, sondern wurde erst vor Hassan gebracht, der sich als Stellvertreter Orbasans ausgab. Dieser warf Hassan jedoch bald wütend aus dem Zelt, da er ihn nicht erkannt hatte. Mustafa sah nun, dass ihn die Räuber für den Bassa (Pascha) von Sulieika hielten. Dieser sollte gefangen und erhängt werden, da er entgegen seiner Zusicherung ein Bandenmitglied hatte hinrichten lassen. Als kurz darauf der echte Bassa von Sulieika erschien, klärte sich die Verwechslung rasch auf. Als Mustafa Orbasan vom Grund seiner Reise erzählte, sicherte dieser ihm Hilfe zu und gab ihn sogar einen Dolch und einen Beutel Gold. Nach der Ankunft in Balsora war der Sklavenmarkt bereits beendet, und Schwester und Braut waren verkauft. Er erfuhr, dass sie nun Eigentum eines gewissen Thiuli-Kos seien, der früher Kapudan Pascha war, und sich nun zur Ruhe gesetzt hatte. Sein Schloss lag vierzig Stunden von Balsora entfernt. Da Mustafa dem Bassa von Sulieika ähnlich sah, beschloss er, als dieser verkleidet Thiuli-Kos aufzusuchen. Allerdings traf er dort Hassan, der inzwischen aus Orbasans Räuberbande geflohen war. Noch immer über die Demütigung verärgert, forderte er Fatme als Braut, sonst würde er ihn verraten. Mustafa floh überstürzt und kam noch einmal als falscher Arzt wieder. Er untersuchte die Sklavinnen, von denen er allerdings nur wenig zu sehen bekam. Mit Namen aufgerufen reckte eine nach der anderen einen Arm durch ein Loch in der Mauer. Als er glaubte seine Schwester gefunden zu haben, ließ er sie durch einen Trank in einen todesähnlichen Schlaf fallen und täuschte anschließend seinen eigenen Tod vor. Nachdem die Sklavin in einem Sarg ins Begräbnishaus getragen wurde, stellt Mustafa dort erschrocken fest, dass er eine falsche befreit hatte. Er gab ihr dennoch das Gegenmittel, und die Sklavin klärte ihn auf, dass Thiuli-Kos den Frauen neue Namen gegeben habe: Fatme und Zoraide hießen nun Mirzah und Nurmahal. Zum Dank für ihre Befreiung helfe sie ihm: Eine mannshohe Wasserleitung führe von einer Quelle zu einem großen Brunnen im Hof. Hier könne man eindringen, allerdings brauche er dazu die Hilfe von mehreren Männern. Nun erinnerte er sich an das Versprechen Orbasans, der auch prompt zusagte und mit zweien seiner Männer kam. Nachdem ihnen die Sklavin Fatme das Innere des Schlosses und den Aufenthaltsort der Mädchen genau beschrieben hatte, brachen sie ein und befreiten Mustafas Schwester Fatme und Zoraide. Orbasan fing den abtrünnigen Hassan und hängte ihn am Brunnen auf. Am nächsten Tag verabschiedeten sich Orbasan und die Sklavin Fatme. Diese ging nach Balsora, um von dort in ihre Heimat weiterzureisen. Als Mustafa mit seiner Schwester Fatme und seiner Braut Zoraide daheim eintraf, herrschte große Freude. Sein Vater hob den Fluch auf und erlaubte die Hochzeit mit Zoraide.

## Interpretation
Wie schon in der Rahmenerzählung und der vorhergehenden Geschichte von der abgehauenen Hand ist Orbasan eine der zentralen Figuren. Während er im ersten Beispiel als geheimnisvoller Fremder erscheint, der Unglück über den Erzähler bringt, ist er hier eine positive Figur, die Mustafa durch ihr tatkräftiges Handeln zum Glück verhilft. Überdies ist Orbasan als Selim Baruch einer der Zuhörer von Lezahs Geschichte.
Die Geschichte spielt in einer Welt der Gesetzlosigkeit: Fatme und Zoraide werden von Piraten geraubt. Mustafas Vater ist Richter, wird aber nicht selbst aktiv, sondern schickt seinen Sohn aus. Mustafa fällt bald in die Hände von Räubern, die sich an einem Pascha für ein gebrochenes Abkommen rächen wollen. Als er sieht, dass Fatme und Zoraide verkauft sind, versucht er sie selbst zurückzurauben, was aber erst mit tatkräftiger Hilfe des Räubers Orbasan gelingt. Weitere Motive sind Verwechslungen, Vertauschungen und Maskierungen. Es ist den handelnden Personen nicht immer klar, was sie von ihrem Gegenüber zu halten haben: Mustafa wird für einen Pascha gehalten, Hassan gibt sich als Stellvertreter Orbasans aus, bevor er von diesem verjagt wird. Der sonst brutale Räuberhauptmann gewährt Mustafa großzügig das Gastrecht und beschenkt ihn. Mustafa wählt zwei Verkleidungen, um ins Schloss von Thiuli-Kos zu gelangen. Als beim zweiten Mal die Befreiung zu gelingen scheint, stellt sich heraus, dass er die falsche Sklavin befreit hat, da Thiuli-Kos neue Namen vergeben hatte.
Wie bei allen seiner Kindermärchen blendet der Autor mit Rücksicht auf sein Zielpublikum Erotik aus: Das Hauptziel des Helden ist die Rettung der Schwester und damit die Aufhebung des väterlichen Fluches. Bei seiner Maskerade als Arzt hätte er bei Gelingen zwar seine Schwester befreit, aber seine Braut zunächst in der Sklaverei belassen.